# Митихино
Митихино — деревня в Великоустюгском районе Вологодской области.
Входит в состав Верхневарженского сельского поселения, с точки зрения административно-территориального деления — в Верхневарженский сельсовет.
Расстояние по автодороге до районного центра Великого Устюга — 72 км, до центра муниципального образования Мякинницыно — 2 км. Ближайшие населённые пункты — Андроново, Мякинницыно, Удачино, Макарово, Стрюково.
По переписи 2002 года население — 4 человека.